# 皮克靈
皮克靈（英語：Pickering），又譯碧谷靈，是加拿大安大略省南部大多倫多地區杜林區一座城市，西鄰多倫多市士嘉堡區、約克區萬錦市和懷特教堂－司提夫維爾鎮，北臨額士橋鎮（Uxbridge），東及惠特比鎮，東南臨亞積士鎮，南面瀕臨安大略湖。據2011年加拿大人口普查所示，皮克靈有88,721名居民。安大略發電公司轄下的皮克靈核電站坐落皮克靈市南部安大略湖畔，省内15-20%電力產自此處。

## 歷史
15世紀時，皮克靈一帶為懷恩多特族原住民（Wyandot）的聚居地。該族後來往西移至喬亞灣一帶，而現稱德雷珀遺址（Draper Site）的考古學遺址則為該族過往在皮克靈定居的憑證。1669年，法籍耶穌會傳教士芬尼郎（Fenelon）抵達現法人灣（Frenchman's Bay）沿岸，並謂自己身處一條名為干達徹提阿貢（Gandatsetiagon）的辛力加族村落（其實更有可能是奧農達加族），為該帶首度在史籍中記載。芬尼郎在此度過冬季，並向該族人傳教。
該帶本隸屬新法蘭西，但隨著英國在七年戰爭（其北美戰場又稱法國－印第安人戰爭）中戰勝法國，新法蘭西落入英國手中。英方隨即在現皮克靈一帶進行勘探，而英裔殖民亦在往後年間相繼遷至此處。據1809年人口普查，皮克靈有180名居民，較隔鄰的士嘉堡多40人。此外，大批貴格會信徒亦於1810年代初從美國東部遷居至此。
1941年，皮克靈鄉東南部成為一座名為亞積士的戰時工業重鎮。亞積士於1950年建制為改善區（improvement district），但仍隸屬皮克靈鄉；到1955年則脫離皮克靈鄉並自組地區政府，成為亞積士鎮。安大略縣南部（包括皮克靈鄉）和杜林縣西南部於1974年改組成杜林區，皮克靈鄉同時改制為鎮，其界線亦有所調整，當中皮克靈村劃入亞積士鎮管轄，而紅河（Rouge River）以西的地域則改歸士嘉堡。皮克靈鎮再於2000年改制為市。

## 交通
市內有兩條省級400系列高速公路，分別為401號公路和407號收費高速公路，兩者皆呈東西走向，前者橫越皮克靈的南部，後者則橫越皮克靈的中北部郊區。非高速公路方面，7號省道與407號公路平行，西通約克區，東達彼得堡。
加拿大太平洋鐵路和加拿大國家鐵路的多倫多至滿地可主鐵路綫皆途經皮克靈的南部。維亞鐵路的城際客車駛經皮克靈，卻不在市内停靠；乘客需在奧沙華或士嘉堡桂活特（Guildwood）火車站上落。GO通勤鐵路的湖濱東綫則於市内設站。
市内的巴士服務由杜林區公車局提供。該機構於2006年由杜林區內各城鎮的公共交通機構合併而成；在此之前，皮克靈的巴士服務從1973年至2001年間由皮克靈公車局營運，2001年至2006年間則由亞積士—皮克靈公車局營運。另外，GO運輸公司亦提供通勤巴士路綫服務皮克靈。
加拿大聯邦政府早於1970年代初便計劃在皮克靈興建一座新國際機場，並從1972年起為項目徵用18,600畝農地。然而，項目受居民反對，而安省政府則於1975年表明不會為機場項目興建道路或污水管等配套設施，項目遂告取消。到了2011年7月，加拿大交通部發表報告，指大多倫多地區在15年内需要一座新機場；聯邦政府再於2013年6月重提皮克靈機場項目，預料機場最快到2027年才啓用。

## 教育
皮克靈市內的公立幼稚園及中小學由下列機構營運：
- 杜林區教育局（Durham District School Board）負責營運市內的英語公立中小學（17間小學、2間中學）
- 杜林區天主教教育局（Durham Catholic District School Board）負責營運市內的英語天主教公立中小學（8間小學、1間中學）
- 維亞蒙德教育局（Conseil scolaire Viamonde）負責營運市內的一間法語公立學校

## 著名人物
- 肖恩·曼德斯，歌手

### 引用文獻
- Wood, William Robertson. . 1911  [2013-10-18]. （原始内容存档于2013-10-19）.

## 外部連結
- 皮克靈市政府官方網站 （页面存档备份，存于）